# Crocidura grayi
Crocidura grayi  es una especie de musaraña de la familia de los sorícidos.

## Distribución geográfica
Es una especie de musaraña endémica de Filipinas.

## Estado de conservación
La desforestación ha afectado a esta especie, puesto que se ha perdido bosque en beneficio de la agricultura, la extracción de madera y los asentamientos humanos.